# Notes on a Conditional Form
 Notes on a Conditional Form è il quarto album in studio del gruppo musicale britannico The 1975, pubblicato il 22 maggio 2020 dalla Dirty Hit e Polydor.

## Pubblicazione
Il 13 gennaio 2020 l'uscita dell'album è stata rinviata al 24 aprile 2020. Il 30 marzo successivo, è stata nuovamente rinviata e fissata il 22 maggio 2020, con una nuova copertina del disco.

## Accoglienza
| Recensione           | Giudizio |
| -------------------- | -------- |
| AllMusic             |          |
| Clash                | 8/10     |
| Consequence          | B+       |
| DIY                  |          |
| Entertainment Weekly | A–       |
| Exclaim!             | 8/10     |
| musicOMH             |          |
| NME                  |          |
| Paste                | 5,1/10   |
| Pitchfork            | 8/10     |
| PopMatters           | 7/10     |
| Rolling Stone        |          |
| Rumore               | 87/100   |
| Slant Magazine       |          |
| Sputnikmusic         |          |
| The A.V. Club        | C        |
| The Daily Telegraph  |          |
| The Guardian         |          |
| The Line of Best Fit | 3/10     |

Notes on a Conditional Form ha ottenuto recensioni generalmente positive da parte dei critici musicali. Su Metacritic, sito che assegna un punteggio normalizzato su 100 in base a critiche selezionate, l'album ha ottenuto un punteggio medio di 69 basato su ventotto recensioni.
Mauro Fenoglio di Rumore definisce l'album una «trasposizione musicale dell'approdo a San Junipero» e una «lezione di pop onnivoro per un mondo al crocevia». La stessa rivista lo ha inserito alla posizione numero 35 dei migliori album dell'anno. Dan Stubbs di NME sostiene che la band «ha fatto uscire un album perfetto per l'introspezione, per l'ascolto in cuffia e per ballare nella propria cameretta, qualcosa di profondo e rilassato e talvolta sciocco che scava nelle profondità di molti ascoltatori».

## Tracce
Testi e musiche di George Daniel e Matthew Healy, eccetto dove indicato.
1. The 1975 – 3:55 (George Daniel, Matthew Healy, Greta Thunberg)
2. People – 2:38
3. The End (Music for Cars) – 2:30
4. Frail State of Mind – 3:53
5. Streaming – 1:32
6. The Birthday Party – 4:45
7. Yeah I Know – 4:13
8. Then Because She Goes – 2:07
9. Jesus Christ 2005 God Bless America – 4:24
10. Roadkill – 2:55
11. Me & You Together Song – 3:27
12. I Think There's Something You Should Know – 4:00
13. Nothing Revealed / Everything Denied – 3:38
14. Tonight (I Wish I Was Your Boy) – 4:07 (George Daniel, Matthew Healy, Guendoline Rome Viray Gomez)
15. Shiny Collarbone – 2:50
16. If You're Too Shy (Let Me Know) – 5:19
17. Playing on My Mind – 3:24
18. Having No Head – 6:04
19. What Should I Say – 4:06
20. Bagsy Not in Net – 2:26
21. Don't Worry – 2:48 (Tim Healy)
22. Guys – 4:29

## Formazione
Gruppo
- Matthew Healy – voce, chitarra, tastiera, pianoforte, banjo
- George Daniel – cori, sintetizzatore, batteria, tastiera, pianoforte
- Adam Hann – chitarra
- Ross MacDonald – basso, contrabbasso

Altri musicisti
- Greta Thunberg – voce (traccia 1)
- Phoebe Bridgers – voce aggiuntiva (traccia 9), cori (tracce 8, 10 e 17)
- FKA twigs – voce narrante (traccia 16), voce aggiuntiva (traccia 19)
- Tim Healy – voce aggiuntiva (traccia 21)
- Cutty Ranks – voce aggiuntiva (traccia 15)
- Jamie Squire – chitarra, pianoforte, tastiera
- John Waugh – sassofono tenore, arrangiamento del corno
- Ben Lester – pedal steel guitar
- Rashawn Ross – tromba, flicorno soprano
- Lemar Guillary – trombone
- Bob Reynolds – sassofono tenore, sassofono contralto
- Helen Keen – flauto
- Lindsey Ellis – ottavino, flauto
- Gareth Hulse – oboe
- Ruth Berresford – oboe
- Nick Rodwell – clarinetto
- Lois Au – fagotto
- Martin Owen – corno francese
- Tim Jones – corno francese
- Pip Eastop – corno francese
- Dan Newell – tromba
- Christian Barraclough – tromba
- Andy Wood – trombone tenore
- Ed Tarrant – trombone tenore
- Barry Clements – trombone basso
- Owen Slade – tuba
- Frank Ricotti – percussioni
- Suzy Willison-Kawalec – arpa
- Everton Nelson – primo violino
- Emlyn Singleton – violino
- Oli Langford – violino
- Marianne Haynes – violino
- Kate Robinson – violino
- Ben Hancox – violino
- Ciaran McCabe – violino
- Ian Humphries – violino
- Debbie Widdup – violino
- Warren Zielinski – violino
- Tom Pigot-Smith – violino
- Perry Montague-Mason – violino
- Natalia Bonner – violino
- Martyn Jackson – violino
- Bruce White – viola
- Gillianne Haddow – viola
- Andy Parker – viola
- Peter Lale – viola
- Lydia Lowndes-Northcott – viola
- Ian Burdge – violoncello
- Vicky Matthews – violoncello
- Chris Worsey – violoncello
- Jonny Byers – violoncello
- Chris Laurence – contrabbasso
- Stacey Watton – contrabbasso
- George Daniel – arrangiamento orchestrale, arrangiamento del corno
- Matthew Healy – arrangiamento orchestrale, arrangiamento del corno
- Sam Swallow – arrangiamento orchestrale
- John Waugh – arrangiamento del corno

Produzione
- George Daniel – produzione, missaggio (tracce 15 e 20)
- Matthew Healy – produzione
- Jonathan Gilmore – produzione (tracce 2, 8, 10, 11, 16 e 22), ingegneria del suono
- Luke Gibbs – assistenza all'ingegneria del suono
- Mike Crossey – missaggio
- Stephen Sesso – assistenza al missaggio
- Robin Schmidt – mastering

## Successo commerciale
Notes on a Conditional Form ha debuttato alla 4ª posizione della Billboard 200 statunitense vendendo nella sua prima settimana 54 000 unità, di cui 39 000 sono vendite pure. Nella Official Albums Chart britannica, invece, ha esordito in vetta grazie a 34 245 unità di vendita (di cui 24 476 sono in pure), diventando il quarto album al numero uno del gruppo.

## Classifiche
| Classifica (2020) | Posizione massima |
| ----------------- | ----------------- |
| Australia         | 1                 |
| Austria           | 30                |
| Belgio (Fiandre)  | 67                |
| Canada            | 19                |
| Estonia           | 28                |
| Germania          | 36                |
| Giappone          | 13                |
| Grecia            | 15                |
| Irlanda           | 2                 |
| Italia            | 100               |
| Lituania          | 69                |
| Nuova Zelanda     | 4                 |
| Paesi Bassi       | 36                |
| Regno Unito       | 1                 |
| Spagna            | 81                |
| Stati Uniti       | 4                 |
| Svizzera          | 36                |